# Hymenocallis speciosa
Hymenocallis speciosa är en amaryllisväxtart som först beskrevs av Carl von Linné d.y. och Richard Anthony Salisbury, och fick sitt nu gällande namn av Richard Anthony Salisbury. Hymenocallis speciosa ingår i släktet Hymenocallis och familjen amaryllisväxter. Inga underarter finns listade i Catalogue of Life.

## Bildgalleri

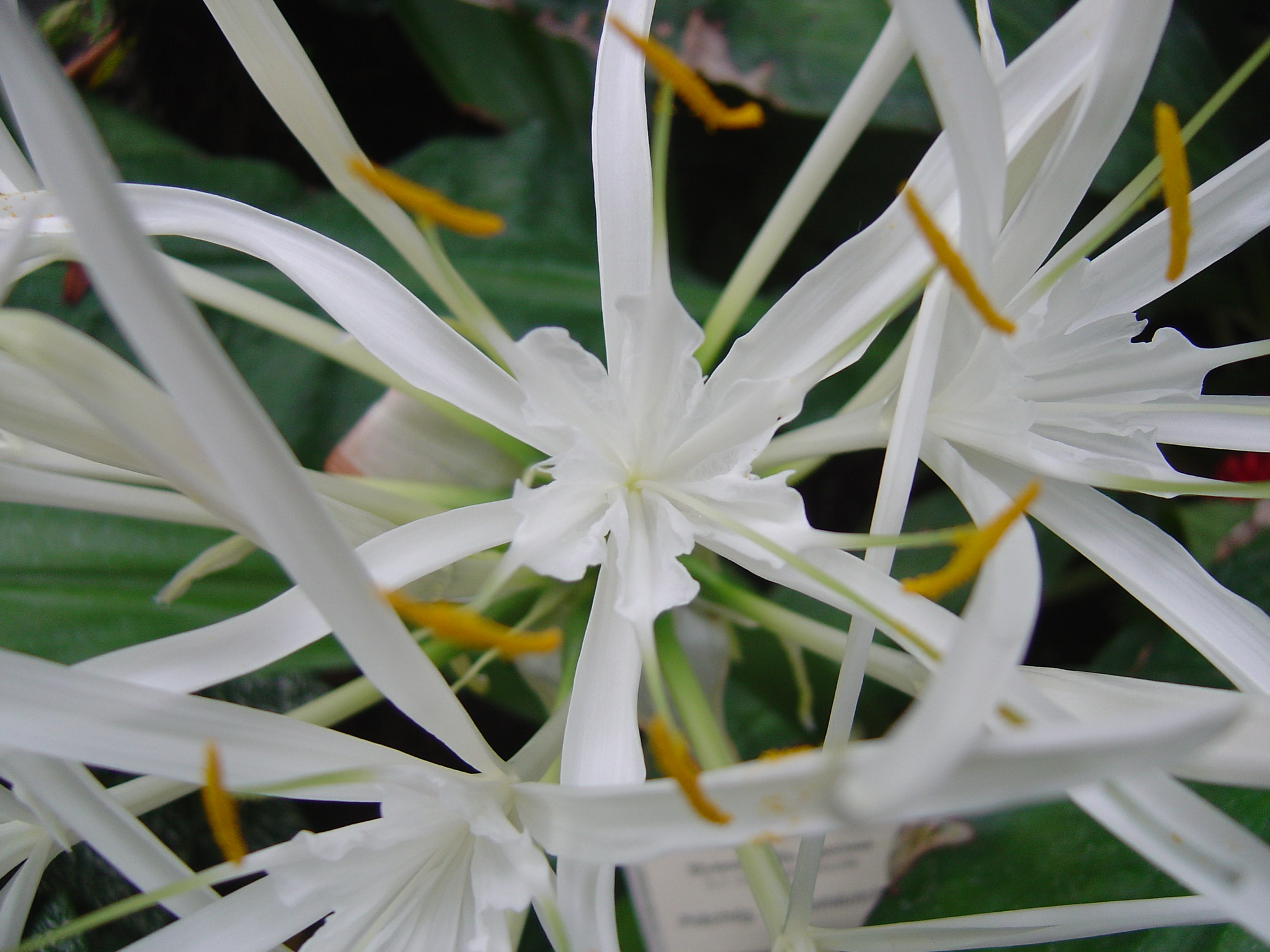
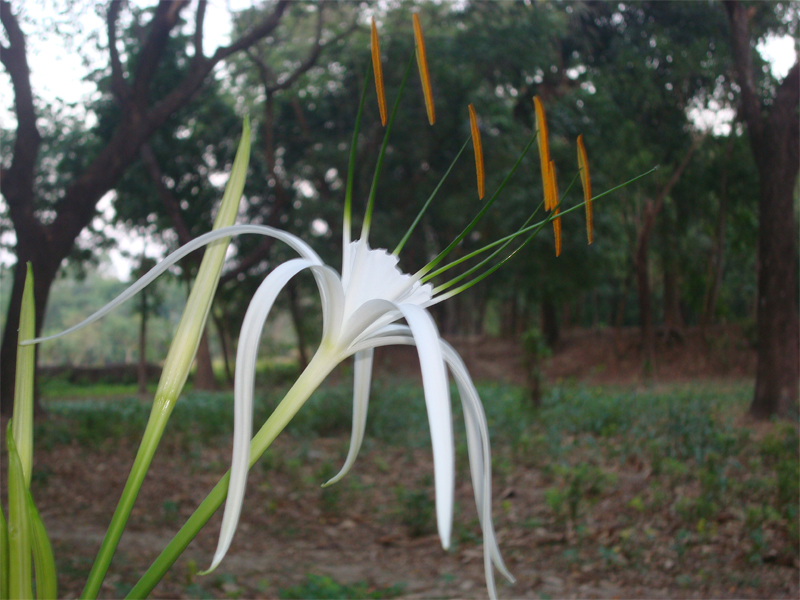
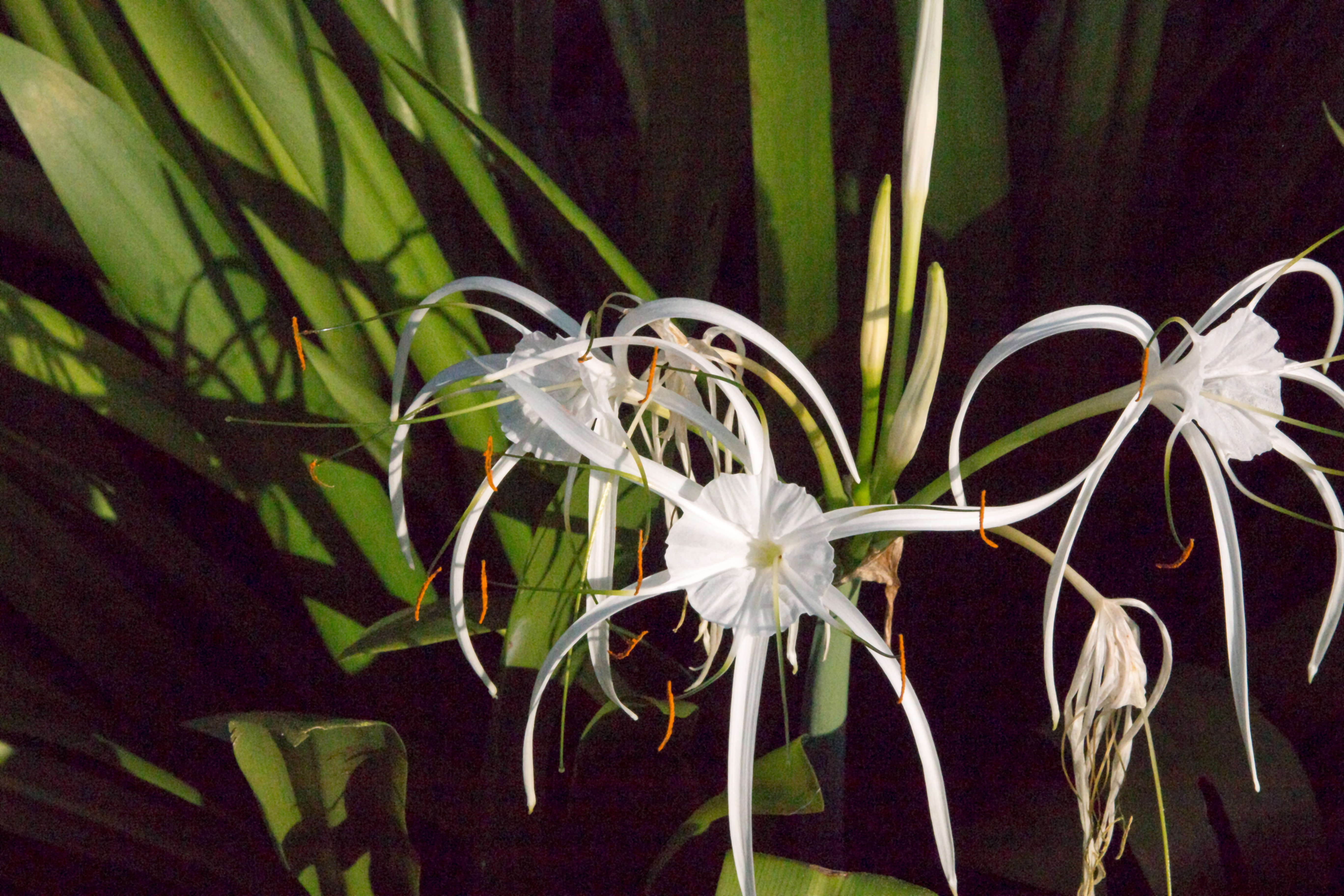
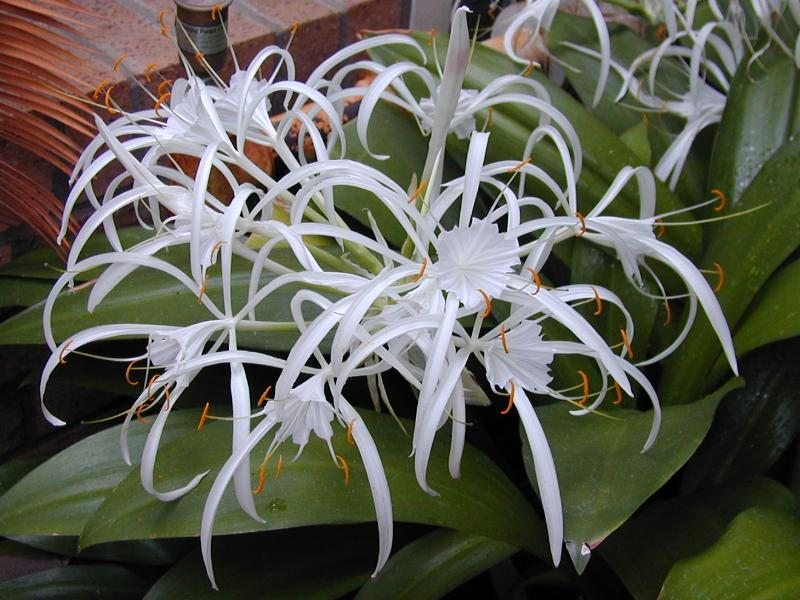
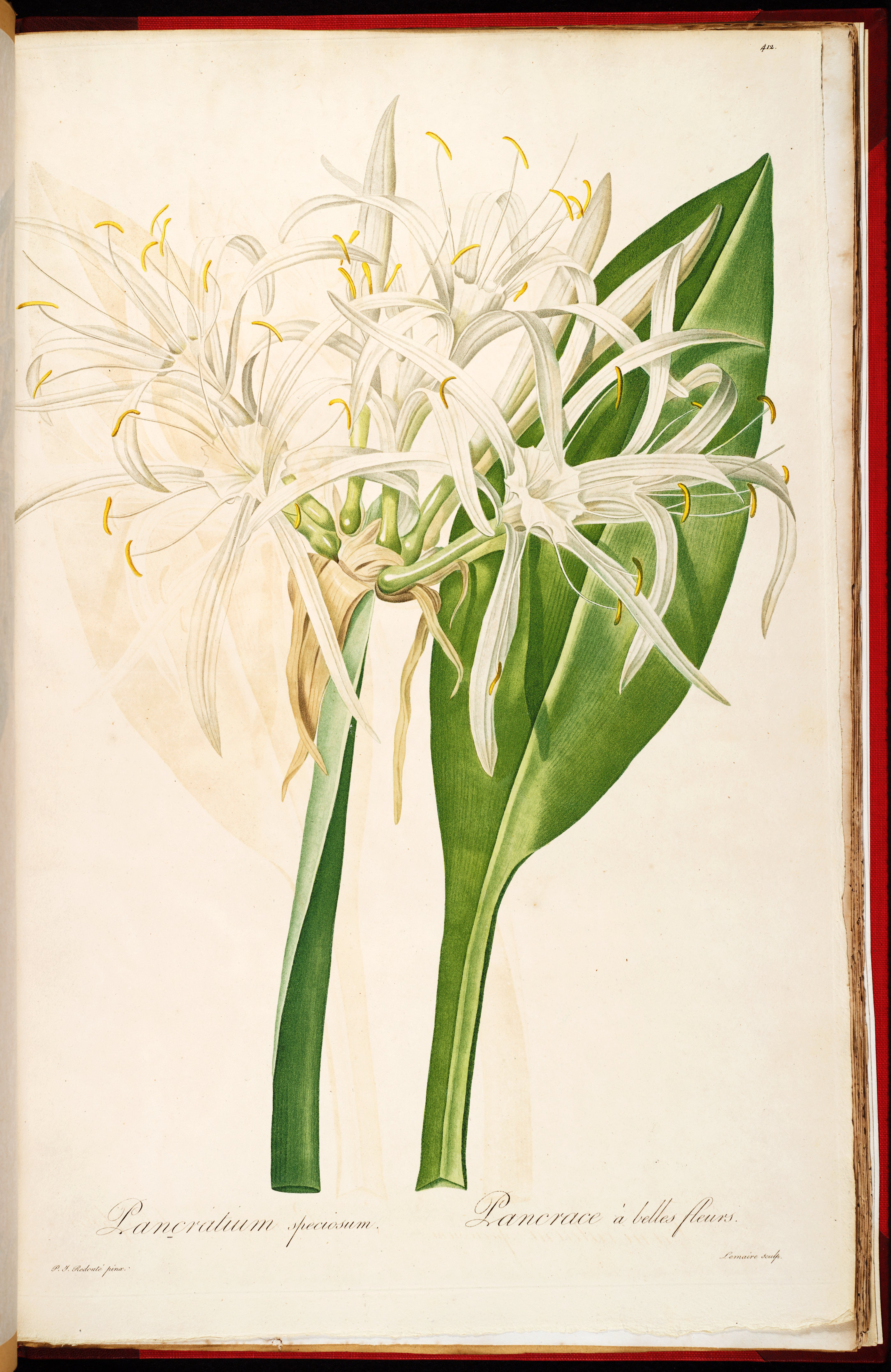